# Ashmeadiella altadenae
Ashmeadiella altadenae är en biart som beskrevs av Michener 1936. Ashmeadiella altadenae ingår i släktet Ashmeadiella och familjen buksamlarbin. Inga underarter finns listade i Catalogue of Life.